# Shinichi Yumoto
Shinichi Yumoto, född 4 december 1984 i Wakayama, Japan, är en japansk brottare som tog OS-brons i bantamviktsbrottning vid de olympiska brottningstävlingarna 2012 i London.